# Arrondissements de Sherbrooke
Pour un article plus général, voir Sherbrooke.
Les arrondissements de Sherbrooke constituent les principales subdivisions administratives et politiques de la ville de Sherbrooke. La ville est divisée en quatre arrondissements, qui sont eux-mêmes divisés en districts électoraux, dont les élus forment le conseil de chacun des arrondissements.
Les arrondissements sont créés le 1er janvier 2002 lors réorganisation des municipalités du Québec qui prévoit la fusion de l'ancienne ville de Sherbrooke avec plusieurs villes environnantes afin de constituer la nouvelle ville de Sherbrooke. 

## Pouvoirs
La Charte de la Ville de Sherbrooke prévoit les pouvoirs municipaux qui sont attribués aux arrondissements de la ville. 
Essentiellement, les arrondissements assument les pouvoirs de portée locale dans les domaines suivants :
- l’urbanisme
- la prévention en matière de sécurité incendie
- la culture, les loisirs et les parcs d’arrondissement
- la voirie locale
- le développement économique local, communautaire, social et culturel

Ils ne bénéficient toutefois pas du pouvoir d'emprunter et d'imposer des taxes. 
Pour ce faire, chaque arrondissement bénéficie d'un conseil d'arrondissement composé d'au moins trois conseillers, les membres du conseil d'arrondissement siègent également au conseil de ville de Sherbrooke. Les conseillers de chaque arrondissement doivent désigner entre eux celui qui agira comme président d'arrondissement.  
Le conseil d'arrondissement de Lennoxville fait exception. Vu la taille réduite de la population de l'arrondissement, seul un conseiller siège au conseil de ville et agit de facto comme président de l'arrondissement. Les deux autres conseillers qui l'accompagnent ne siègent qu'au conseil d'arrondissement. 

## Arrondissements de 2002 à 2017

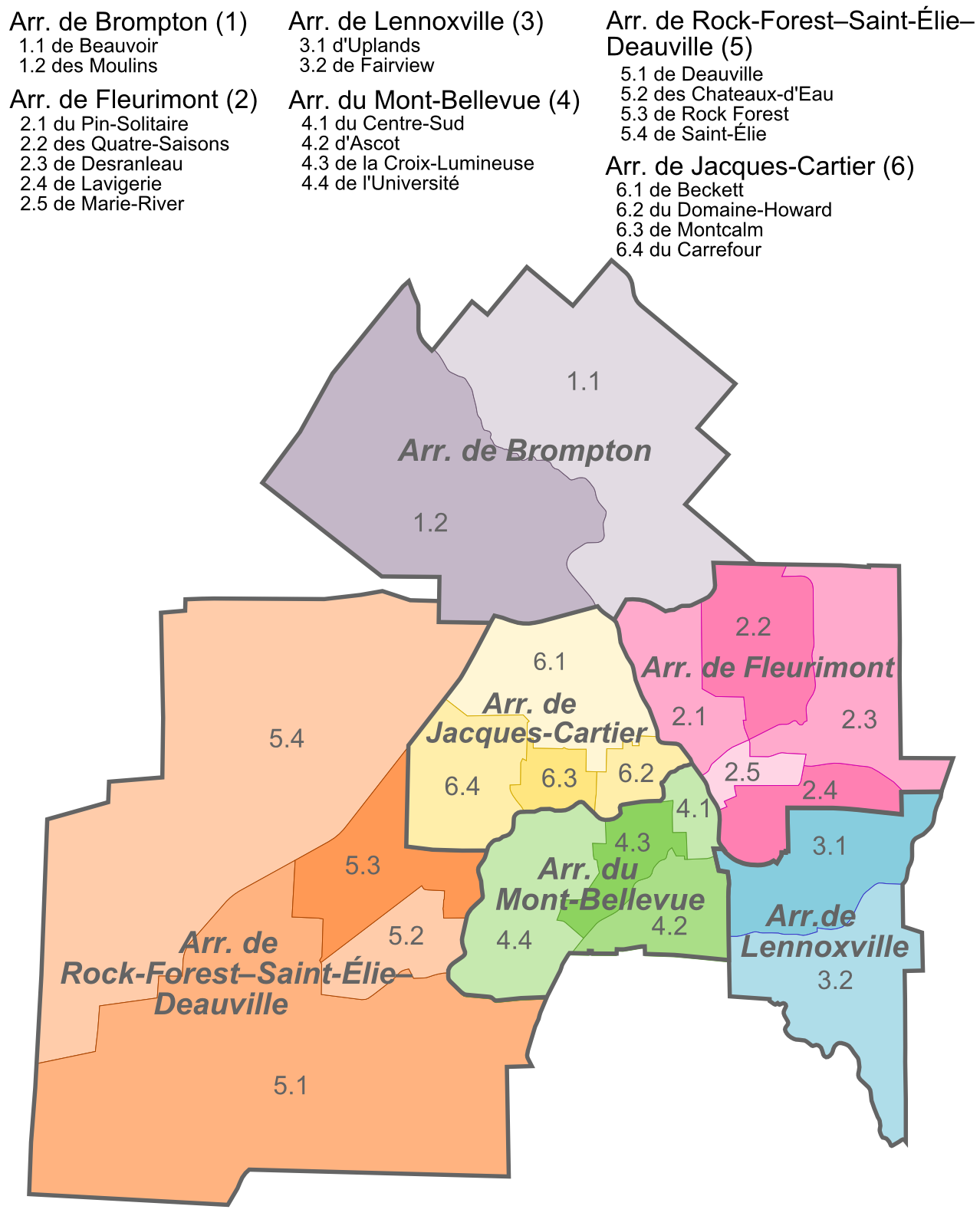
Arrondissements et districts électoraux de Sherbrooke entre 2001 et 2017.

Les arrondissements sont créés le 1er janvier 2002 lors de la création de la nouvelle ville de Sherbrooke, issue du regroupement de l'ancienne ville de Sherbrooke avec les villes de Bromptonville, de Deauville, de Fleurimont, de Lennoxville et de Rock Forest. Des parties des municipalités de Saint-Élie-d'Orford et de Stoke sont également incluses au territoire de la ville nouvellement constituée. D'abord numérotés, les arrondissements et districts reçoivent un nom par la Ville de Sherbrooke, ensuite officialisé à la Commission de toponymie du Québec.
Lors de la constitution de la nouvelle ville de Sherbrooke en 2002, la ville est subdivisée en six arrondissements. En 2014, il est décidé de réduire leur nombre à quatre en vue des prochaines élections municipales, en 2017,. 
Ceux-ci sont les suivants: 
1. Arrondissement de Brompton
2. Arrondissement de Fleurimont
3. Arrondissement de Lennoxville
4. Arrondissement du Mont-Bellevue
5. Arrondissement de Rock Forest–Saint-Élie–Deauville
6. Arrondissement de Jacques-Cartier

Les arrondissements sont à leur tour subdivisés en districts électoraux qui ont une fonction purement électorale. 
| Brompton (1)      | Fleurimont (2)           | Lennoxville (3)      | Mont-Bellevue (4)           | Rock Forest–Saint-Élie–Deauville (5) | Jacques-Cartier (6)     |
| ----------------- | ------------------------ | -------------------- | --------------------------- | ------------------------------------ | ----------------------- |
| de Beauvoir (1.1) | du Pin-Solitaire (2.1)   | de Lennoxville (3.0) | du Centre-Sud (4.1)         | de Deauville (5.1)                   | de Beckett (6.1)        |
| des Moulins (1.2) | des Quatre-Saisons (2.2) | d'Uplands (3.1)      | d'Ascot (4.2)               | des Châteaux-d'Eau (5.2)             | du Domaine-Howard (6.2) |
|                   | de Desranleau (2.3)      | de Fairview (3.2)    | de la Croix-Lumineuse (4.3) | de Rock Forest (5.3)                 | de Montcalm (6.3)       |
|                   | de Lavigerie (2.4)       |                      | de l'Université (4.4)       | de Saint-Élie (5.4)                  | du Carrefour (6.4)      |
|                   | de Marie-Rivier (2.5)    |                      |                             |                                      |                         |

### Arrondissement de Brompton (1)
L'arrondissement de Brompton couvre le territoire de l'ancienne municipalité de Bromptonville et le secteur de Beauvoir. Il est divisé en deux districts électoraux. 
L'arrondissement est divisé en deux districts. Les conseillers d'arrondissement de ces deux districts ne peuvent siéger qu'au conseil d'arrondissement. Seul le président siège au conseil municipal.
L'arrondissement de Brompton a connu deux présidents d'arrondissement entre 2001 et 2017 : 
- Clément Nault (2001-2005)

- Nicole Bergeron (2005-2017)

### Arrondissement de Fleurimont (2)
L'arrondissement de Fleurimont couvre le territoire de l'ancienne ville de Fleurimont (sauf le secteur de Beauvoir) et l'Est de l'ancienne ville de Sherbrooke. Depuis l'entrée en vigueur de la fusion des arrondissements et de la diminution du nombre d'élus lors des élections municipales de 2017, le nombre de districts est passé de cinq à quatre. Les quatre districts sont représentés par un conseiller municipal qui siège à la fois au conseil d'arrondissement et au conseil municipal. Les conseillers élisent entre eux celui qui sera président de l'arrondissement.
L'arrondissement de Fleurimont a connu deux présidents d'arrondissement entre 2001 et 2017 : 
- Francis Gagnon (2001-2005, n'a pas été réélu en 2005, se faisant reprocher le manque d'investissement de Sherbrooke dans l'arrondissement)
- Louisda Brochu (2005-2017)

### Arrondissement de Lennoxville (3)
L'arrondissement de Lennoxville couvre principalement le territoire de l'ancienne municipalité de Lennoxville.
L'arrondissement est représenté par le district municipal de Lennoxville. L'arrondissement bénéficie d'un statut particulier qui lui confère deux districts d'arrondissement. Les conseillers d'arrondissement de ces deux districts ne peuvent siéger qu'au conseil d'arrondissement. Seul le président siège au conseil municipal.
L'arrondissement de Lennoxville a connu deux présidents d'arrondissement entre 2001 et 2017 : 
- Douglas MacAuley (2001-2009)
- David Price (2009-2017)

### Arrondissement du Mont-Bellevue (4)
L'arrondissement du Mont-Bellevue couvre le territoire de l'ancienne municipalité d'Ascot ainsi que le centre-sud de l'ancienne ville de Sherbrooke. Son nom fait référence au mont Bellevue qui est situé dans ce secteur. Il est divisé en 4 districts représentés par un conseiller municipal qui siège à la fois au conseil d'arrondissement et au conseil municipal. Les quatre conseillers élisent entre eux celui qui sera président de l'arrondissement.
L'arrondissement du Mont-Bellevue a connu un président d'arrondissement entre 2001 et 2017 : 
- Serge Paquin (2001-2017)

### Arrondissement de Rock Forest–Saint-Élie–Deauville (5)
L'arrondissement de Rock Forest–Saint-Élie–Deauville couvre le territoire des anciennes municipalités de Rock Forest, Saint-Élie-d'Orford et Deauville. Il est divisé en quatre districts représentés par un conseiller municipal qui siège à la fois au conseil d'arrondissement et au conseil municipal. Les quatre conseillers élisent entre eux celui qui sera président de l'arrondissement.
L'arrondissement de Rock Forest–Saint-Élie–Deauville a connu quatre présidents d'arrondissement entre 2001 et 2017 : 
- Serge Forest (2001-2005)

- Bernard Sévigny (2005-2009)

- Julien Lachance (2009-2013)
- Diane Délisle (2013-2017)

### Arrondissement de Jacques-Cartier (6)
L'arrondissement de Jacques-Cartier couvre le quartier nord de l'ancienne ville de Sherbrooke. Il est situé au nord de la rivière Magog et à l'ouest de la rivière Saint-François. Il a été nommé ainsi pour souligner la présence du parc Jacques-Cartier. Il est divisé en 4 districts représentés par un conseiller municipal qui siège à la fois au conseil d'arrondissement et au conseil municipal. Les quatre conseillers élisent entre eux celui qui sera président de l'arrondissement.
L'arrondissement de Jacques-Cartier a connu deux présidents d'arrondissement entre 2001 et 2017 : 
- Dany Lachance (2001-2005)
- Chantal L'Espérance (2005-2017)

## Arrondissements depuis 2017

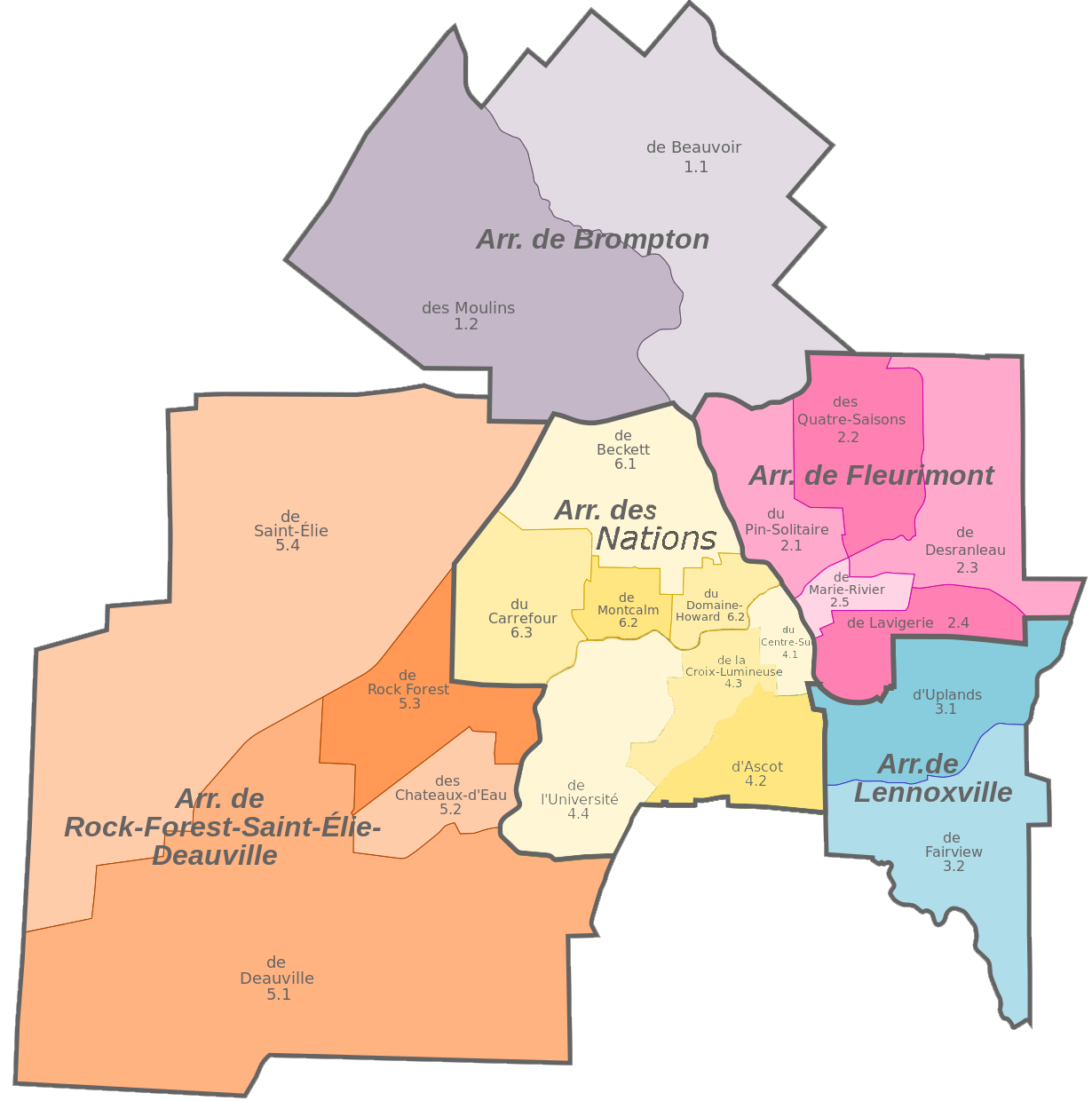
Arrondissements de Sherbrooke.

En 2017, il est décidé de mettre fin à la subdivision de la ville en six arrondissements et d'en prévoir plutôt quatre. Deux arrondissements conservent leurs frontières intactes,.
Ceux-ci sont les suivants: 
1. Arrondissement de Brompton–Rock Forest–Saint-Élie–Deauville
2. Arrondissement de Fleurimont
3. Arrondissement de Lennoxville
4. Arrondissement des Nations

Par ailleurs, l'arrondissement de Lennoxville bénéficie d'un statut linguistique particulier dû à la présence d'une population anglophone notable.
Les arrondissements de la ville de Sherbrooke sont divisés en districts électoraux qui servent à l'élection des membres des conseils d'arrondissement et du conseil de ville. Ceux-ci ont une fonction purement électorale.
| Brompton–Rock Forest– Saint-Élie–Deauville (1) | Fleurimont (2)           | Lennoxville (3)      | Les Nations (4)          |
| ---------------------------------------------- | ------------------------ | -------------------- | ------------------------ |
| du Lac-Magog (1.1)                             | de l'Hôtel-Dieu (2.1)    | de Lennoxville (3.0) | de l'Université (4.1)    |
| de Rock Forest (1.2)                           | de Desranleau (2.2)      | d'Uplands (3.1)      | d'Ascot (4.2)            |
| de Saint-Élie (1.3)                            | des Quatre-Saisons (2.3) | de Fairview (3.2)    | du Lac-des-Nations (4.3) |
| de Brompton (1.4)                              | du Pin-Solitaire (2.4)   |                      | du Golf (4.4)            |
|                                                |                          |                      | du Carrefour (4.5)       |

### Arrondissement de Brompton–Rock Forest–Saint-Élie–Deauville (1)
L'arrondissement de Brompton–Rock Forest–Saint-Élie–Deauville couvre le territoire des anciennes municipalités de Bromptonville, le secteur de Beauvoir, Rock Forest, Saint-Élie-d'Orford et Deauville. Il est divisé en quatre districts représentés par un conseiller municipal qui siège à la fois au conseil d'arrondissement et au conseil municipal. Les quatre conseillers élisent entre eux celui qui sera président de l'arrondissement.
Depuis 2017, les présidents d'arrondissement de Brompton–Rock Forest–Saint-Élie–Deauville sont :
- Nicole Bergeron, précédemment présidente de l'arrondissement de Brompton (depuis 2017)

### Arrondissement de Fleurimont (2)
Depuis 2017, les présidents d'arrondissement de Fleurimont sont :
- Vincent Boutin (depuis 2017)

### Arrondissement de Lennoxville (3)
Le mode d'organisation électorale de l'arrondissement de Lennoxville est particulier. Il bénéficie d'un seul conseiller au conseil de ville, soit le représentant du district de Lennoxville (3.0) qui englobe la totalité du territoire de l'arrondissement. Les deux autres districts (3.1 et 3.2) sont uniquement représentés au conseil d'arrondissement de Lennoxville.
Depuis 2017, les présidents d'arrondissement de Lennoxville sont :
- Claude Charron (depuis 2017)

### Arrondissement des Nations (4)
Depuis 2017, les présidents d'arrondissement des Nations sont :
- Chantal L'Espérance (depuis 2017)